# Maré (Rio de Janeiro)
El Complexo da Maré, o simplement Maré, el seu nom oficial, és un barri localitzat en la Zona Nord de la Capital Fluminense. Va quedar el seu territori delimitat pel Decret nº 7.980, de 12 d'agost de 1988. La Llei nº 2.119, de 19 de gener de 1994, ho va incloure en la regió administrativament de Maré.
La zona és constituïda per un conglomerat de petits barris, faveles i microbarris. Dintre d'aquest complex hi ha diverses subdivisions, amb establiments comercials i conjunts d'habitatges. Amb prop de 130.000 habitants (2010), és un dels més grans complexos de comunitats de Rio, conseqüència de baixos indicadors de desenvolupament social que caracteritzen la zona.
El seu Índex de desenvolupament humà (IDH) l'any 2000 era de 0,722, el 123 en el municipi de Rio, només per davant d'Acari, Parque Colúmbia, Costa Barros i Complexo do Alemão.
El complex ocupa una zona al marge de la Badia de Guanabara, caracteritzada primitivament per vegetació de manglars. Ocupada des de mitjan segle xx per palafits, els manglars, que patien els efectes de les marees, es van anar abocant a poc a poc amb deixalles de residus de la construcció en els barris veïns.
La franja litoral congrega, aproximadament, setze subdivisions, usualment anomenades comunitats, que s'escampen per 800.000 metres quadrats a prop de l'Avinguda Brasil i a la riba de la badia.
Hi ha una petita discrepància en les lleis que van donar origen al barri Maré, la seva delimitació i la creació de la regió administrativa de la Marea: * Creació de la regió administrativa de Maré: Decret núm. 6.011, Art. 2n. de 04/08/1986; * Delimitació del barri Maré: Decret núm. 7.980, de 12 d'agost
de 1988; * Creació del barri Marea: Llei Municipal núm. 2119 de 19/01/1994.

## Pacificació
El 30 de març de 2014 les forces de seguretat de Rio van ocupar, des de la matinada d'aquell dia, el Conjunt de Faveles de Maré, en la Zona Nord de Rio. La zona va estar preparant-se per a rebre la Unitat de Policia Pacificadora (UPP). L'entrada de les forces de seguretat en el conjunt de faveles va començar a les 5, i va durar 15 minuts. Segons la Secretaria de Seguretat de Rio, l'ocupació del Complex de Maré va comptar amb 1.180 policies militars de les següents unitats: Batalló d'Operacions Policials Especials (Bope), Batalló de Policia de Xoc (BPChoque), Batalló d'Accions amb Gossos (BAC), Batalló de Vies Especials (BPVE), Grupamento Aeromóvel (GAM), 22n. BPM (Maré), a més de policies de la Corregedoria Interna de la Policia Militar. Policies del 1er, 2n, 3r i 4t Comandaments de Policia d'Àrea van estar realitzant operacions en altres comunitats en la ciutat de Rio, Baixada Fluminense i Regió Metropolitana. La Policia Federal va ajudar amb el servei d'intel·ligència i la Policia Rodoviária Federal va tallar els accessos per a impedir fugides, com es va fer en l'ocupació del Complexo do Alemao, el 2008. Militars de la Marina també van prestar suport, amb 21 blindats i 250 homes.